# Ґрунти тайгово-лісової зони
Ґрунти тайгово-лісової зони — це ґрунти, які об'єднують у зв'язку з основними ґрунтоутворювальними процесами (підзолистим, дерновим і болотним) в типи: підзолисті ґрунти, дернові ґрунти, болотні, дерново-підзолисті ґрунти, болотно-підзолисті; виділяють також особливу групу мерзлотно-тайгових ґрунтів.
Найменування цих ґрунтів походить від російського слова «підзоли», тобто білястий, що нагадує колір пічної золи.

## Основні типи та підтипи ґрунтів тайгово-лісової зони
У межах тайгово-лісової ґрунтово-географічної області описані такі типи і підтипи ґрунтів: глєєпідзолисті, підзолисті, дерново-підзолисті ґрунти.
Тип болотно-підзолисті ґрунти: торф'янисто-підзолисті поверхнево-оглеєні, торф'янисто-підзолисті ґрунтово-оглеєні, перегнійно-підзолисті поверхнево-оглеєні, перегнійно-підзолисті ґрунтово-оглеєні, дерново-підзолисті поверхнево-оглеєні, дерново-підзолисті ґрунтово-оглеєні ґрунти.
Тип дернових (перегнійних) літогенних ґрунтів: дернові літогенно-насичені, дернові літогенно-кислі, дернові літогенно-опідзолені ґрунти.
Тип дерново-карбонатних ґрунтів: дерново-карбонатні типові, дерново-карбонатні вилужені, дерново-карбонатні опідзолені ґрунти.
Тип дерново-глейових ґрунтів: дерново-поверхнево-глеюваті, дерново-землювато-глеюваті, перегнійні поверхнево-глейові, перегнійні землювато-глейові ґрунти.
Тип мерзлотних лучно-лісових ґрунтів: мерзлотні лучно-лісові глеюваті, мерзлотні лучно-лісові типові, мерзлотні лучно-лісові остепнені ґрунти.
Тип сірих лісових ґрунтів: світло-сірі лісові, сірі лісові, темно-сірі лісові ґрунти.
Тип сірих лісових глейових ґрунтів: сірі лісові поверхнево-глеюваті, сірі лісові ґрунтово-глеюваті, сірі лісові ґрунтово-глейові ґрунти.
Тип торф'яних болотних верхових ґрунтів: болотні верхові торф'яно-глеюваті болотні верхові торф'яні ґрунти.
Тип торф'яних болотних низинних ґрунтів: болотні низинні торф'яно-глейові та болотні низинні торф'яні ґрунти.
Тип алювіальних дернових кислих ґрунтів: алювіальні дернові кислі шаруваті примітивні, алювіальні дернові кислі шаруваті, власне алювіальні дернові кислі, алювіальні дернові кислі опідзолені ґрунти.
Тип алювіальних лугових кислих ґрунтів: алювіальні лучні кислі шаруваті примітивні, алювіальні лучні кислі шаруваті, власне алювіальні лугові кислі ґрунти.
Тип алювіальних болотних ґрунтів: алювіальні муловато-глейові та алювіальні муловато-торф'яно-глейові ґрунти.

## Дослідники ґрунтів тайгово-лісової зони
Дослідження ґрунтів тайгово-лісової зони проводили К. К. Гедройц, В. Р. Вільямс, І. В. Тюрін, А. А. Роде, В. В. Пономарьова, Е. Н. Іванова, В. П. Чернов, Л. С. Долгова, І. С. Каурічев, І . М. Гаджієв, В. В. Тюлін, Ф. Р. Зайдельман, К. А. Уфімцева, І. В. Забоева, Г. С. Липкина та ін. Було розроблено кілька гіпотез і теорій походження підзолистих ґрунтів.

## Сутність підзолистого процесу
Підзолоутворення — абіотичний процес, що протікає в хвойних тайгових лісах з бідної трав'янистою рослинністю або без неї в умовах промивного водного режиму і кислої реакції середовища. (за В. В. Докучаєвим).
Сутність підзолистого процесу полягає в руйнуванні первинних і вторинних мінералів при відсутності в цій зоні карбонатів кальцію з наступним вимиванням продуктів руйнування, окрім кремнезему, в нижні горизонти і ґрунтові води.
Основні фактори підзолистого процесу — водорозчинні органічні сполуки (фульвокислоти і низькомолекулярні кислоти), які утворюються при розкладанні органічних залишків (підстилки) в основному грибної мікрофлори. Вони бідні поживними речовинами і основами. Більша частина продуктів руйнування у вигляді розчинних солей кальцію, магнію, заліза, алюмінію і органо-мінеральних сполук вимивається з низхідним струменем вниз, досягаючи ґрунтових вод. Поглинаючий комплекс ґрунтів насичується воднем, збіднюється основами. В результаті ґрунтовий профіль в зоні найбільшого руйнування (під підстилкою) поступово освітлюється, набуваючи білястий або світло-сірий колір.
Таким чином, формується білястий підзолистий горизонт, багатий аморфним кремнеземом, з кислою реакцією, збіднений мулом, полуторними оксидами і поживними елементами. Інша частина речовин, переважно мулисті частинки і полуторні оксиди, закріплюється нижче підзолистого горизонту, утворюючи ущільнений горизонт вимивання (іллювіальний) бурого або червоно-бурого кольору. При формуванні підзолистих ґрунтів відбувається лессіваж — переміщення мулистих частинок без руйнування. Цей процес ясно виражений у ґрунтів тайги. Він здійснюється при слабокислій або нейтральної реакції ґрунтового розчину під листяними лісами за участі менше кислого гумусу. Ґрунти, у яких освітлений елювіальний горизонт утворюється внаслідок лессіважа, називають псевдопідзолистими.

## Підзолисті ґрунти
Основна стаття:Підзолисті ґрунти
Підзолисті ґрунти поширені в північній і середній тайзі. Вони розвиваються переважно на низинних добре дренованих територіях і височинах під хвойними лісами з моховим, кущово-мохових покровом на різних відкладах, переважно водно-льодовикових і флювіогляціальних, різного гранулометричного складу. Ці ґрунти поділяють на два типи: глеєподзолисті і підзолисті.
Глеєпідзолисті ґрунти формуються в північній тайзі під хвойними лісами з мохово-і лишайниково-кущовим покровом на суглинних, рідше супіщаних і піщаних ґрунтоутворюючих породах. Їх профіль складається з послідовно змінюваних горизонтів: Ао — A2g — A2Bg — B (Bg) — С. Горизонт Ао — лісова підстилка (потужність від 3 … 5 до 5 … 10 см) з деревного опаду (хвоя, гілки, кора, шишки), відмерлих і живих мохів та лишайників, грубогумусна, слабооторфована. A2g — елювіальний (підзолистий) оглеєний горизонт (до 15 см), сизувато-світло-сірий з бурими плямами або білястий з сизуватими плямами, плитчасту або лускувато-порошисту, з великою кількістю ортштейнів, суглинковий, містить мало коренів; перехід помітний. A2Bg — перехідний елювіально-іллювіальний горизонт (З. .. 10см), неоднорідне пофарбований (буро-палеві, білясті-сизуваті плями і мови чергуються з більш темними і бурими плямами), суглинковий, ущільнений, містить багато залізисто-марганцевих стяжок (ортштейнів), одинично зустрічаються коріння; перехід помітний. B (Bg) — іллювіальний горизонт різної потужності, буруватий, важкосуглинистий, плитчасто-призматичний або грудкувато-оріхуватий, щільний, з білястої присипкою  окремо по  структурних гранках, у верхній частині з дрібними ортштейнами; перехід поступовий. С — світло-або жовто-бурі суглинки або глини. Для ґрунтів характерні поверхневе оглеєні, відсутність горизонтів A0А1,
А1, А1А2.
Глеєподзолисті ґрунти поділяються на провінційні (фаціальні) групи: теплої фації (глеєпідзолисті карликові), помірної фації (глеєпідзолисті), холодної фації (глеєпідзолисті холодні), тривалої мерзлотної фації (глеєпідзолисті глибокопромерзаючі).
Реакція ґрунтів сильнокисла (рН 3,2 … 4,3) з максимумом кислотності в горизонтах A2g і A2Bg. Обмінна кислотність обумовлена переважно алюмінієм. Гумусу міститься 2 … 4 %; його складу фульватно. Переважає фація, пов'язана з полуторними оксидами; відсутня фація, пов'язана з кальцієм. Ступінь насиченості підставами низька (менше 50 %).
Горизонти A2g і A2Bg збагачені легкомобілізуючими формами алюмінію і заліза, збіднені мулом. Ґрунти містять мало легкодоступних форм азоту, калію і фосфору, мають низьку біологічну активність.
Водний і тепловий режими несприятливі для розвитку рослин. Ґрунти безструктурні, перезволожені, особливо восени та навесні, слабоводопрониклі (суглинкові і глинисті різновиди), холодні тривало промерзають.
Підзолисті ґрунти формуються в середній тайзі під хвойними лісами з моховим і мохово-кущовим покровом на різних породах. Профіль ґрунтів складається з наступних, що послідовно змінюють один одного горизонтів: Ао — (A0А1) — А2 — А2В — В1 — В2 — нд
С. Горизонт A0 — лісова підстилка потужністю від 1 … 2 до 5 … 10 см, що складається з деревного опаду, залишків мохів, слаборозклавшихся, оторфована і пронизана гіфами грибів, пухка; перехід ясний. Іноді виділяють малопотужний або фульватно гумус з підстилки, вмитий на глибину 3 см (A0А1); перехід ясний. А2 — підзолистий, або елювіальний, горизонт (горизонт вимивання) потужністю 1 … 40 см, білястий, світло-сірої або палевого фарбування, пластинчато-листуватих, плитчастої або лускатої структури, іноді безструктурна, борошнистої консистенції, пухкий, з темно-бурими і чорними марганцево-залозистими конкреціями в нижній частині; мови та кишені проникають в горизонт В до 100 см і більше.
А2В — перехідний елювіально-іллювіальний горизонт потужністю 10 … 15 см, неоднорідне пофарбований (на загальному буром або червонувато-буром тлі ясно виділяються білясті затеклі, клини, кишені, плями з горизонту А2), оріхуватих-грудкуватих, з великою кількістю кремнеземистої присипки по гранях  окремо структурних, ущільнених, містять мало коренів; перехід помітний . В — іллювіальний горизонт, підрозділяється на підгоризонт В1 і В2. В1 — іллювіальний оглинений підгорізонт потужністю 10 … 35 см, бурий, коричнево-бурий або червоно-бурий, щільний і найбільш важкий по гранулометричному складу, оріхуватий-грудкуватий, крупногрудковатий, з білястою кремнеземистою присипкою по гранях структурних окремо, коричневими глянцюватими плівками на агрегатах, з новоутвореннями заліза у вигляді плям і крапок, одинично зустрічаються коріння; перехід поступовий. В2 — іллювіальний подгорізонт потужністю 30 … 50 см, коричнево-бурий або бурий, крупногшрудкуватий, глибистий або крупнопризмовидний, з глянцевими плівками і гострими гранками, з великою кількістю плям заліза і кремнеземистого присипкою, щільний, одинично зустрічаються коріння рослин; перехід поступовий. НД — перехідний горизонт, менш щільний, плоско-крупнокомковатий або глибисто-призматичний, одинично зустрічаються коріння рослин; перехід поступовий. С — переважно бескарбонатна суглинних або глиниста ґрунтоутворюючих порід.
Потужність ґрунтів сягає 120 … 150 см. Валовий хімічний склад ґрунтів неоднорідний за профілем. Внаслідок підзолоутворення профіль ґрунтів диференційований за кількістю мулистих частинок — найменше в горизонті А2 і найбільшу в горизонті В. Агрохімічні властивості несприятливі — гумусу у верхній частині профілю практично немає (до 1,0 % в горизонті АоА1), 0,1 … 0, 4 % в горизонтах А2 і В. В гумусі переважають фульвокислоти. Реакція сильнокисла і кисла (рН 3,0 … 5,5). Насиченість підставами становить 20 … 50 %. Підзолистий горизонт збіднений оксидами заліза і алюмінію, збагачений кремнеземом. Ґрунти бідні азотом, рухомим фосфором, містять підвищену кількість рухомого заліза і алюмінію. Ємність поглинання в горизонті A0A1 15 … 20 мг • екв., В А2 — 5 … 10, а в горизонті В — до 30 мг • екв/100 г ґрунту; найменша ємність поглинання у піщаних ґрунтів. Ґрунти володіють поганими водно-фізичними властивостями, безструктурні, часто з надмірним сезонним перезволоженням, помірно холодні промерзають і тривало промерзають.
Підзолисті ґрунти поділяють на фаціальні групи: підзолисті карликові теплої фації, підзолисті помірної фації, підзолисті холодні, підзолисті гли бокопромрзаючі тривало-мерзлотної фації.
Серед глеєпідзолистих і підзолистих ґрунтів розрізняють роди: звичайні (з чітко вираженими підтіповими ознаками); іллювіально-гумусові (утворюються на пісках і супісках, з темно-коричневим горизонтом Bh; іллювіально-залізисті (на пісках, з яскраво-охристим горизонтом BFe); псевдофіброві (на шаруватих пісках, з тонкими — 1 … 2 см горизонтальними або звивистими яскраво-іржавими або коричнево-іржавими прошарками); карликові (з укороченим ґрунтовим профілем, що становить 40 … 50 см); контактно-глейові (зі другий освітленим горизонтом); на двочленних породах (освітлення на контакті піщаних відкладень з суглинними внаслідок тимчасового застою води); глибинно-глеюваті (характерні для підзолистих ґрунтів Західного Сибіру); остаточно-карбонатні (на породах, що містять карбонат кальцію, з скипанням при взаємодії з 10%-ної соляної кислотою в горизонті В або С); слабодифференціровані (на пухких сухих пісках).
На види підзолисті ґрунти поділяють за ступенем підзолистого процесу, за глибиною нижньої межі підзолистого горизонту в цілинних ґрунтах (від нижньої межі підстилки).
За ступенем підзолистого процесу виділяють: слабопідзолисті (горизонт А2 виражений плямами); середньопідзолисті (горизонт А2 суцільний, плитчастий або плитчасто-грудкуватий); сильнопідзолисті (горизонт А2 суцільний, розсипчасто-листуватий, лускатий); підзоли (горизонт А2 суцільний, борошнистий, білястий).
За глибиною опідзолення (від нижньої межі Aq) виділяють поверхнево-підзолисті (А2 <5 см), дрібнопідзолисті (А2 в межах 5 … 20 см), неглибокопідзолисті (А2 в межах 20 … 30 см), глибокопідзолисті (А2> 30 см) ґрунту.
Глеєпідзолисті ґрунти поділяють за ступенем оглеєння на глеюваті і глейові. В глеюваті ґрунтах сизувато-іржаві плями спостерігаються в горизонті А2, а в глейовими з'являються з горизонту AoA1, слабшають в горизонті В і відсутні в ґрунтоутворюючій породі.
При ґрунтовому зволоженні оглеєні в глеюваті ґрунти відзначається в горизонтах В і С, а в глейовими — з горизонту А2 і поширюється на всю глибину профілю.

## Дерново-підзолисті ґрунти
Дерново-підзолисті ґрунти сформовано в південній тайзі на ґрунтоутворюючих породах різного гранулометричного складу під хвойно-широколистяними, хвойно-дрібнолистяними, сосново-модриновими, мохово-трав'янистими і трав'янистими лісами.
Серед дерново-підзолистих ґрунтів виділяють підтипи: дерново-підзолисті і дерново-підзолисті глеюваті ґрунти. Підтипи підрозділяють на фаціальні (провінційні) групи: помірно промерзають, помірно холодні тривало промерзають, помірно теплі короткочасно промерзають. Дерново-підзолисті ґрунти мають таку морфологічне будову: Aq — коричнево-бура лісова підстилка з рослинних залишків, розкладених в різному ступені, потужністю до 7 см; перехід ясний або різкий; AoA1 — сірувато-коричневий перехідний органо-мінеральний горизонт потужністю 1 … 2 см; перехід ясний;
А1 — світло-сірий, сірий, рідко темнувато-сірий гумусово-елювіальний горизонт потужністю 3 … 25 см, з погано вираженою неміцною дрібногрудкуватою, грудкувато-порошистою або порошистою структурою, внизу структура листуватих; горизонт пухкий, містить багато коренів рослин; перехід горизонтальний, виразний;
А1А2 — білясті-світло-сірий перехідний горизонт потужністю до 10 см; порошистою або неясно шаруватою, рідко неміцно-дрібногрудкуватий-порошистий, пухкий, містить коріння рослин; перехід ясний або різкий; А2 — білястий або білясті-світло-сірий з палевим відтінком елювіальний горизонт потужністю від 1..2 до 20 … 30 см, листуватих-пластинчастий або плитчасту, лускатий, в піщаних ґрунтах безструктурна, з неоформленими залозистими плямами; містить мало коріння рослин; перехід нерівний, звивистий, язиковатий; А2В — строкатопофарбований, переважно буруватий і буро-білястий, перехідний елювіально-іллювіальний горизонт потужністю 10 … 15 см, з нестійкою грудкувате-дрібнооріхуватою або оріхуватою-плитчастою структурою, рясної білястої кремнеземистого присипкою, ущільнений, з залозистими плямами, одинично зустрічаються коріння; перехід ясний; B1 — коричнево-бурий, бурий або червоно-бурий іллювіальний підгоризонт потужністю 20 … 40 см, з частими плямами, іноді затоками білястої кремнеземистого присипки, оріхуватих-грудкуватих, з присипкою SiO2 і коричневими плівками на поверхні структурних окремо, щільний, містить дрібні залізисто-марганцеві ортштейни, найважчий за гранулометричним складом, одинично зустрічаються коріння рослин; перехід поступовий; В2 — темно-бурий іллювіальний підгоризонту потужністю 25. .. 30 см, менш щільний, оріхувату-грудкуватий або оріхувато-призматичний, з добре вираженими коричневими плівками на поверхні структурних окремо, меншою кількістю кремнеземистого присипки; зустрічаються поодинокі корені; перехід поступовий; НД — світло-коричневий або бурий перехідний до ґрунтоутворюючої породи горизонт, плоскокрупногрудковатий, щільний; перехід поступовий; С — світло-бура ґрунтоутворюючих порід, щільна, в основному суглинних, рідше глиниста і піщана. У дерново-підзолистих глеюватих ґрунтах багато сизувато-іржавих плям, примазок і затекло в горизонти В,  і С.
Потужність і властивості дерново-підзолистих ґрунтів коливаються в залежності від провінційних особливостей клімату, гранулометричного, мінералогічного та хімічного складів, ґрунтоутворюючих порід. Найбільшу потужність (понад 250 см) мають дерново-підзолисті суглинкові ґрунти океанічної фації Середньоєвропейської рівнини, а найменшу (до 100 … 130 см) — ґрунтів Зауралля, Східної Сибіру. В останніх профіль ґрунтів найбільш різко диференційований, а горизонт НД відрізняється слоюватістю, що утворюється під впливом сезонної мерзлоти, а отже, і оглеєні, підвищеною вологістю. У дерново-підзолистих ґрунтах Північно-Європейської тайгово-лісової області слабкіше, ніж у таких же ґрунтах інших областей, розвинуті дерновий і підзолистий процеси (переважають слабопідзолисті ґрунти). Вони мають переважно легкий гранулометричний склад; іллювіальний горизонт В сильно розтягнутий, з великою кількістю мобілізованих оксидів заліза і алюмінію у вигляді колоїдів, які утворюють плівки навколо мінералів; часто відзначається друга гумусовий горизонт. Потужність ґрунтів Східно-Європейської області в основному не перевищує 150 … 250 см, лісова підстилка не перевищує 5 см через досить значного розкладання рослинних залишків.
Основні роди дерново-підзолистих ґрунтів: для суглинних і глинистих різновидів — звичайні, остаточно-карбонатні, пестроцветние, остаточно-дернові (в минулому дернові заплавні), з другим гумусовим горизонтом (в основному під горизонтом А2) — має вигляд плям або суцільною смугою виділяється з колишніх фаз ґрунтоутворення, язиковатие (А2В> 15 см, з білявими мовами). Для піщаних і супіщаних різновидів — псевдофіброві, слабодифференціровані, контактно-глибко-оглеюваті, вохристо-підзолисті.
Виділяють такі види дерново-підзолистих ґрунтів: дерново-слабопідзолисті (горизонт А1> А2 або має форму плям), дерново-середньоподзолисті (А1 = А2), дерново-сильнопідзолисті (А1 <А2).
Види розрізняються також по потужності гумусового горизонту А1: слабодернові (А1 <10 см), среднедернові (А1 = 10 … 20 см), глибокодернові (А1> 20 см).
По нижній межі залягання підзолистого горизонту виділяють поверхнево-підзолисті (А2 <10 см), неглибокоподзолисті (А2 = 20 … 30 см), глибокоподзолисті (А2> 30 см).
За ступенем вираженості поверхневого оглеєння ґрунти поділяють на неоглеенні, поверхнево-слабоглеєваті з залізисто-марганцевими конкреціями в горизонті А2.
Дерново-підзолисті ґрунти поділяють і за змістом гумусу в горизонті А1 на слабкогумусований (до 3 % в цілинних і до 2 % в орних), середньогумусні (3 … 5 % в цілинних і 2 … 4 % в орних), високогумусні (більше 5 % в цілинних і більше 4 % в орних).
Дерново-підзолисті і підзолисті ґрунти, які використовуються в землеробстві, виділені в особливу таксономічну групу у зв'язку зі значними змінами в їх морфології і властивостях. У Росії їх підрозділяють на освоєні, окультурені, сильно-окультурені і культурні ґрунти. Освоєння і окультурені ґрунти виділені на рівні підтипів дерново-підзолистого і підзолистого типів, а культурні ґрунти — як особливий тип дерново-підзолистих і підзолистих ґрунтів.
Гранулометричний склад варіює від піщаного (2 … 10 % фізичної глини) до глинистого (60 … 80 % фізичної глини). Значний вміст пилуватого фракції (іноді до 40 … 60 % і більше в ґрунтах Зауралля, Західного і Східного Сибіру) сприяє ущільненню орного горизонту. Структура ґрунтових агрегатів нетривка (водоміцних агрегатів в Апах всього 20 … 40 %). Профіль ґрунтів різко диференційований по валовому складом: підвищений вміст кремнезему у верхніх елювіальних горизонтах, особливо в А2 (70 … 95 %), і накопичення в іллювіальному горизонті мулистих часток, фізичної глини, полуторних оксидів. Реакція ґрунтів коливається від сильнокислої (рНсол 3,5 … 4,5) до слабокислої (рНсол 5,5 … 6,0). Ступінь насиченості обмінними катіонами (підставами) коливається від 40 до 80 … 90 %. Найбільш кисла реакція в горизонтах Ао і А2, причому найменша в А2. У складі обмінних катіонів присутні в основному водень, кальцій і магній. Через розвиток дернового процесу відзначається помітне накопичення в горизонті
А1 кальцію. Гідролітична кислотність в ґрунтах коливається від 0,7 до 15 мг — екв/100 г ґрунту, ємність поглинання — від 5 … 10 до 15 … 25, а іноді і до 30 … 35 мг • екв/100 г ґрунту в залежності від вмісту гумусу і фізичної глини. Вміст гумусу в сибірських ґрунтах коливається від 1 до 14 % в горизонті А1. У важких ґрунтах відношення СГК: СФК = 0,1 … 0,8; переважають форми, пов'язані з R2О3. У ґрунтах східноєвропейської частини тайгово-лісової зони в горизонті А1 вміст гумусу коливається від 1 … 4 до 4 … 7 %; складу його гуматний-фульватно (СГК: СФК = 0,6 … 0,9), а в інших горизонтах відношення СГК: СФК падає до 0 , 5 … 0,03. Фульвокислоти представлені головним чином агресивними фракціями, здатними розкладати мінерали, а бурі гумусові кислоти пов'язані переважно з несілікатнимі формами полуторних оксидів, тому через деякий час ґрунти стають кислими навіть після вапнування. У ґрунтах північно-східної зони європейської частини Росії в горизонті А1 міститься 3 … 5 % гумусу; помітна сильна рухливість полуторних оксидів у формі фульватов і в меншій мірі в формі гуматів; фульватов заліза і алюмінію в горизонті В полімеризуються. Кількість гумусу різко знижується з глибиною до 0,5 … 0,1 % в горизонті А2 в ґрунтах всіх областей зони. Вміст загального азоту коливається від 0,01 … 0,05 до 0,14 … 0,2 %, валового фосфору — від 0,04 до 0,17 %, валового калію від 1,0 до 2 , 5 %. Кількість рухомого Р2О5 в горизонті А1 1 … 10 мг/100 г, а в окультурених ґрунтах — до 25 мг/100 г і більше. Зміст обмінного К2О в горизонтах А, і Апах 2 … 30 мг/100 г. Переважають ґрунти з низькою і середньою забезпеченістю рухомими формами К2О і Р2О5.
Серед дерново-підзолистих ґрунтів зустрічаються дерново-карбонатні, дерново-глейові ґрунти у вигляді дрібних плям на карбонатних породах. В гідроморфних умовах широко поширені дерново-підзолисті різного ступеня оглеєння, підзолисто-болотні та болотні ґрунти.

## Дернові ґрунти
Назву «дернові ґрунти» ввів В. В. Докучаєв. У тайгово-лісовій зоні ці ґрунти формуються під луговий трав'янистою рослинністю на різних породах, а під трав'янистими і мохово-трав'янистими лісами — на карбонатних породах і породах, багатих первинними мінералами. Виділяють три типи дернових ґрунтів: дерново-карбонатні (рендзини), дернові літогенні та дерново-карбонатні.

### Дерново-карбонатні ґрунти
Дерново-карбонатні ґрунти розвиваються на карбонатних породах (вапняках, мармурах, доломітах, мергелях, вапняково-піщаних сланцях, карбонатних моренах) при промивному, періодично промивного водного режиму. В таких умовах утворюється темно-сірий або чорний з зернистою і зернисто-грудкуватою структурою гумусовий горизонт. Профіль дерново-карбонатних ґрунтів має наступну будову: Ао — А1 — (А1A2) — В — нд — Ск — DK. Горизонт Ао-лісова підстилка потужністю від 1-3 до 5-8 см, слаборозкладена або оторфована. А1 — гумусовий горизонт потужністю від 3-10 до 30-40 см, звичайно Темна (частіше темно-сірий) з коричневим відтінком, зернистий або дрібногрудкуватий-зернистий, рихлий, містить масу коренів рослин, в основному з уламками вапнякових порід; перехід помітний. В — перехідний горизонт потужністю від 5-20 до 20-40 см, сірувато-бурий, часто з червонуватим відтінком, зернисто-грудкуватих або горіхуватих, ущільнений, містить коріння рослин, уламки вапнякових порід, іноді з охристими плямами або конкреціями (у опідзолених ґрунтів) і рідко з плямами білоочки або прошарками карбонатів (особливо у вилужених ґрунтів); перехід поступовий. НД — перехідний до материнської породи горизонт, буре або червоний з сірувато, з уламками вапнякових порід; перехід поступовий. Ск — елювій карбонатної породи, з великою кількістю уламків порід; при малій потужності пухкого елювію відсутня. DK — плитняк корінних карбонатних порід або карбонатна морена.
Виділяють такі підтипи дерново-карбонатних ґрунтів: типові, вилужені і опідзолені. У типі дерново-карбонатних ґрунтів виділяють пологи: вапняні, глинисто-мергелістих, оріхові, недорозвинені ґрунти.
Дерново-карбонатні ґрунти поділяють на види за змістом гумусу, за потужністю гумусового горизонту і по каменистости. За змістом гумусу ґрунти поділяють на перегнійним (> 12 %), багатогумусні (12-5 %), середньогумусні (5-3 %), малогумусні (<3 %). За потужністю гумусового горизонту виділяють малопотужні (15 см) ґрунти.
Типові ґрунти формуються в основному на малопотужному елювії карбонатних порід. Профіль цих ґрунтів не перевищує 50 см; скипають з поверхні або в горизонті А1. Зустрічаються і нерозвинені, малопотужні щебенисті ґрунти з фрагментарним горизонтом А1. Вміст гумусу 5-22 %, реакція від близької до нейтральної в горизонті А1 до лужної в горизонті С. Багаті елементами живлення рослин.
Потужність профілю дерново-карбонатних вилужених ґрунтів до 60-100 см. У цих ґрунтах гумусу менше (від 3-5 до 5-10 %), реакція в горизонті А1 слабокисла (рН +5,5-6,5). Скипання спостерігається з горизонту В.
Дерново-карбонатні опідзолені ґрунти характеризуються опідзолені. У нижній частині горизонту А цих ґрунтів з'являється кремнеземиста присипка у вигляді ледь виражених плям або світло-сірий, білястий горизонт А1A2. Реакція ґрунтів в гумусового горизонту слабокисла, закипання спостерігається в нижній частині горизонту В.
Дерново-карбонатні ґрунти за гранулометричним складом переважно суглинкові і глинисті, рідше легкосуглинкові та супіщані. З глибиною, особливо в горизонті В, зростає кількість мулу і фізичної глини. У складі гумусу домінують гумінові кислоти, зв'язані з кальцієм. Найбільша насиченість підставами характерна для типових ґрунтів (90-99 %), а найменша (65-85 %) — для горизонту А | А2 опідзолених ґрунтів. Ємність поглинання коливається від 7-15 (у супіщаних різновидів) до 40-50 мг • екв/100 г ґрунту .

### Дернові (перегнійні) літогенні ґрунти
Дернові (перегнійні) літогенні ґрунти розвиваються на ґрунтоутворюючих породах з великою кількістю силікату кальцію і магнію і на елювії порід, що містять багато заліза.
Виділяють підтипи дернових літогенних ґрунтів: дернові насичені, дернові кислі, дернові опідзолені. Їх профіль має наступну будову: A0 — лісова підстилка потужністю до 5 см, слаборазкладені; А1 — гумусово-елювіальний горизонт потужністю від 3-5 до 15-20 см, темно-сірий, зернистий або грудкувате-дрібнозернистий, містить багато коренів рослин, пухкий; перехід помітний; В — перехідний горизонт, сіро- бурий, ущільнений, грудкуватих, містить коріння рослин; перехід поступовий; НД — бурий, ущільнений, плоскокомкуватий, містить багато коренів рослин; перехід поступовий; С — світло-бура щебениста суглинна порода.
Основні пологи ґрунтів: на шунгітах і вивержених породах, сланцях, строкатобарвнгих глинах і породах, багатих залізом. В горизонті А1 гумусу міститься 5-10 %, його кількість різко зменшується вниз за профілем; реакція, близька до нейтральної. Найбільша кількість пилувато-мулистих частинок зосереджена в верхніх горизонтах.
У дернових літогенних кислих ґрунтах гумусу міститься менше (2-4 %), структура в основному нетривка дрібногрудкувата. У опідзолених дернових літогенних ґрунтах виражена білуваті в нижній частині горизонту А1. Вони біднішими гумусом і поживними елементами в порівнянні з насиченими і кислими дерновими літогенні ґрунтами.

### Дерново-глейові ґрунти
Дерново-глейові ґрунти розвиваються під хвойними, змішаними, листяними лісами із мохово-трав'яним і трав'яним покривом, під луговою рослинністю на слабодренованих рівнинах, в пониженнях рельєфу на карбонатних породах, частіше суглинних, при надмірному зволоженні.
Морфологічна будова профілю ґрунтів наступна: Ао — лісова підстилка потужністю 5-30 см в залежності від ступеня перезволоження; ступінь розкладання органічних залишків різна; А1-гумусовий горизонт потужністю 15-30 см, темно-сірий, рідко зі слідами оґлеєні, іноді з освітленої нижньою частиною від кремнеземистого присипки, зернистий або грудкувате-зернистий, пухкий або слабоущільнений, містить багато коренів; перехід помітний; Bg — перехідний горизонт потужністю 20-35 см, брудно-бурий з сизим прожилками і іржавими плямами і примазка, сирнистий або сирнистий-зернистий; при сильному оглеєні безструктурна, з залізо-марганцевистих примазка і стяжки, можуть бути присутніми журавчиків карбонатів, коріння рослин; перехід помітний ; Cg-сильно оглеєння карбонатна ґрунтоутворюючих порід, може бути водоносної.
Розрізняють підтипи: дерново-поверхнево-глейові, дерново-ґрунтово-глеюваті, перегнійно-поверхнево-глейові, перегнійно-ґрунтово-глейові.
Основні роди: карбонатні, насичені і опідзолені. Вони поділяються на види так само, як і дерново-карбонатні ґрунти, за змістом гумусу і потужності гумусового шару.
В поверхнево-глейових ґрунтах від надлишкового поверхневого перезволоження в основному горизонт В і рідше А1 а в ґрунтово-глейових — горизонти В і С через довге стояння сильномінералізованних (твердих) ґрунтових вод.
Дерново-глейові ґрунти містять від 5-7 до 10-14 % гумусу гуматно-фульватного складу. Реакція у верхніх горизонтах нейтральна і слабокисла, а в нижніх — слаболужна. Ступінь насиченості підставами 70-90 %. Характерна висока забезпеченість елементами живлення рослин. Ємність поглинання 20-40 мг • екв/100 г ґрунту; у верхніх горизонтах міститься іонів водню 3-6 мг • екв/100 г ґрунту, а насиченість підставами становить 30-40 % (у опідзолених ґрунтів).

## Болотно-підзолисті ґрунти
Болотно-підзолисті ґрунти поширені в основному в підзонах глеєпідзолістих і підзолистих ґрунтів тайгово-лісової зони на плоских слабодренованих рівнинах і в неглибоких пониженнях при тимчасовому надмірному застої поверхневих вод або високому рівні м'яких ґрунтових вод. Серед дерново-підзолистих ґрунтів вони зустрічаються тільки в знижених елементах рельєфу. Рослинність — мохово-кущові ялинові і сосново-смерекові ліси або мохово-трав'яні змішані ліси, іноді вологі післялесні луки.
Болотно-підзолисті ґрунти — напівгідроморфні ґрунти з наявністю оглеєння (іржаво-охриста примазка, сизі прожилки і плями) і часто з глейовими горизонтами при виразною опідзоленності профілю, який представлений наступною системою горизонтів: лісова підстилка або очіс мохів; нижче залягає слаборозпавшийся торф'янистий або среднерозпавшийся перегнійно-торф'янистий, а іноді й сильнорозпавшийся горизонт (перегній). На вологих луках присутній горизонт А (щільна дернина); грубогумусний перехідний горизонт; гумусово-елювіальний горизонт, звичайно має темно-сірий або буро-чорний колір, зернисто-грудкувату структуру, в основному злитий. Потужність його не перевищує 20 см. У деяких випадках відсутня і за Ао слід підзолистий горизонт (А2 або A2g) білясті-брудненькою забарвлення з сизувато і залозистими конкреціями, безструктурна або слоювато-плитчасту, лускатий. Потужність його коливається від 3 … 7 до 30 … 45 см; Bg — іллювіальний глейовий горизонт неоднорідною бурого забарвлення з глейовими плямами і іржаво-коричневий зі слабкими ознаками оглеєння потужністю до 40 … 55 см; BCg — перехідний горизонт з ослабленими властивостями іллювіального горизонту, сизими і охристими плямами; Cg — різноманітні материнські породи (піщано-супіщані, суглинки і глини валунні і безвалунні, карбонатні і бескарбонатні моренні наноси, флювіогляціальні, древньоаллювіальні і озерні відклади, переважно оглеєні); переходять у водоносний горизонт; глибина залягання коливається від 40 … 60 см до 150 … 250 см.
Болотно-підзолисті ґрунти відрізняються від підзолистих наявністю стійких ознак оглеєння, торф'янистих або перегнійних горизонтів, а від болотних — присутністю підзолистого горизонту і меншою оглеєні мінеральної частини профілю.
За характером зволоження виділяють ґрунти поверхневого зволоження і ґрунти ґрунтового зволоження, а за характером органогенного горизонту — торф'янисті, дернові і перегнійним.
На види болотно-підзолисті ґрунти поділяють за потужністю і положенню глейовими горизонту, по глибині оподзоленності, по потужності і оторфованності органогенного горизонту. За потужністю і положенню глейовими горизонту виділяють: поверхнево-глеюваті ґрунти; поверхнево-глейові; профільно-глеюваті; глибокоглеюваті; глибокоглеєві. За глибиною опідзоленості (від нижньої межі торф'янистого горизонту до нижньої межі горизонту А2) ґрунти поділяють на дрібнопідзолисті (до 20 см), не глибокопідзолисті (20.
.. 30 см), глибокопідзолисті (більше 30 см). За потужністю і оторфованності органогенного горизонту виділяють: підстилкові (Ао <10 см), торф'янисті (в межах 10 … 20 см), торф'яні (в межах 20 … 40 см) ґрунти.
В горизонті Ао міститься до 20 … 30 % перегною, а в горизонті А1 — до 10 … 15 % гумусу з різким зменшенням його кількості по глибині. Реакція ґрунтів кисла (рН 3,0 … 4,5). Ступінь ненасиченість основами висока (50 … 90 %), вона знижується в породі до 30 … 40 %. Ємність поглинання в Ао до 40 … 50 мг • екв / 100 г ґрунту.

## Мерзлотно-тайгові ґрунти
Мерзлотно-тайгові ґрунти формуються під світлохвойними модриновими лісами північної і середньої тайги схід Єнісею в Середній і Східній Сибіру при наявності багаторічної мерзлоти. Серед них розрізняють підтипи: глеємерзлотно-тайгові і мерзлотно-тайгові кислі ґрунти.
Глеємерзлотно-тайгові ґрунти північної тайги розвиваються на суглинному-глинистих відкладах під модриновими лісами, мають з поверхні лісову підстилку потужністю 5 … 8 см, у нижній частині добре розклалися, часто у вигляді перегнійного темно-бурого горизонту, під яким залягає сіро-сизий оглеєні тиксотропний мінеральний горизонт (Bg), поступово переходить у мерзлу породу.
Ґрунти не опідзолені, рідко слабо опідзолені, кислі; влітку відтають до глибини 50 … 100 см. Залежно від умов формування виділяють недиференційовані та диференційовані ґрунти. У недиференційованих ґрунтів верхня частина профілю складається з торф'янистого, гумусово або торф'янисто-перегнійного горизонту, що змінюється коричнево-бурою з сизувато або сизуватим мінеральною недиференційованою товщею. Мерзлотні тріщини заповнені торф'янистої масою. У ґрунтах відсутній винос мулисто-пилуватих частинок, елювіально-іллювіально перерозподіл розчинних форм Si02 і R203..
Ґрунти кислі, не насичені основами. Диференційовані мерзлотно-тайгові ґрунти відрізняються виразністю елювіального та іллювіального перерозподілу мулу, Si02, полуторних оксидів, більш кислою реакцією. Для них характерна низхідна міграція рухомих сполук мулу в надмерзлотній частині профілю.
Мерзлотно-тайгові кислі ґрунти характеризуються слабодифференційним буруватим профілем з ознаками оглеєння (іржаві і сизі примазка і плями), відтає влітку до глибини 100 см. Ґрунти кислі, з низькою ємкістю поглинання, слабкою насиченістю підставами, підвищеним вмістом рухомого заліза. Містять 3 … 5 % фульватно гумусу.
Особливу групу утворюють мерзлотно-тайгові палеві ґрунти, що розвиваються під мохово-лишайниковими і трав'яними модриновими лісами.

## Народно-господарське значення
У тайгово-лісовій зоні через малу кількість тепла і низьку природну родючість землеробство розвинене дуже слабко. Орні землі тут займають лише 0,1 % території. Як правило, обробляють супіщані підзолисті ілювіально-гумусні і заплавні ґрунти, на яких вирощують овочеві, кормові, зернові і зернобобові культури на зелений корм. Основні заходи меліорації спрямовані на прискорення танення снігу, прогрівання ґрунту і регулювання водного режиму.
Всі ґрунти підзони потребують суцільного вапнування і внесення високих доз органічних і мінеральних добрив. Основними культурами є жито, овес, ячмінь, багаторічні трави, в південних районах — льон.
Основними галузями сільського господарства тайгово-лісової зони є оленярство, хутрове тваринництво і рибальство.
Основними меліоративними заходами є осушення перезволожених ділянок і вапнування. Для підвищення родючості ґрунтів вносять високі дози органічних і мінеральних добрив. Підзона має великі ресурси природних кормових угідь для розвитку м'ясо-молочного тваринництва.